# Teqball ai III Giochi europei
Gli incontri di teqball ai III Giochi europei si sono disputati dal 28 giugno al 2 luglio 2023 presso la Krakow Main Square di Cracovia.

## Podi
| Specialità          | Oro                                        | Argento                              | Bronzo                                |
| Singolare maschile  | Apor Gyeorgydeak                           | Adrian Duszak                        | Hugo Rabeux                           |
| Singolare femminile | Kinga Barabasi                             | Amelie Julian                        | Nanna Lind Christensen                |
| Doppio maschile     | Ungheria Csaba Banyik Balazs Katz          | Serbia Bogdan Marojevic Nikola Mitro | Polonia Adrian Duszak Marek Pokwap    |
| Doppio femminile    | Ungheria Lea Vasas Zsanette Lujza Janicsek | Romania Kinga Barabasi Katalin Dako  | Polonia Alicja Bartnicka Ewa Kaminska |
| Doppio misto        | Ungheria Balazs Katz Lea Vasas             | Serbia Nikola Mitro Maja Umicevic    | Polonia Marek Pokwap Alicja Bartnicka |

## Medagliere
| Pos.   | Paese     | Oro | Argento | Bronzo | Totale |
| ------ | --------- | --- | ------- | ------ | ------ |
| 1      | Ungheria  | 3   | 0       | 0      | 3      |
| 2      | Romania   | 2   | 1       | 0      | 3      |
| 3      | Serbia    | 0   | 2       | 0      | 2      |
| 4      | Polonia   | 0   | 1       | 3      | 4      |
| 5      | Francia   | 0   | 1       | 1      | 2      |
| 6      | Danimarca | 0   | 0       | 1      | 1      |
| Totale | Totale    | 5   | 5       | 5      | 15     |